# فیلوکتتس
فیلوکتتس (به یونانی: Φιλοκτήτης) در اسطوره‌های یونان، پسر پویاس و دموناسا است.
هراکلس قبل از مرگ تیر و کمان خود را به او داد. در راه عزیمت به تروا، ماری او را گزید و زخمی شد و اودوسئوس او را در جزیره لمنوس رها کرد. اما زمانی که پیشگویی خبر داد که بدون تیر و کمان هراکلس شکست دادن تروا ممکن نیست، او را بازآوردند. او پاریس را با تیر خود کشت.